# 阜康街道
阜康街道，是中华人民共和国河北省石家庄市长安区下辖的一个乡镇级行政单位。

## 行政区划
阜康街道下辖以下地区：
胜利北街第二社区、栗胜路社区、胜利北街第一社区、粟新小区社区、工人街社区和自由港社区。